# Dimetrota munsteri
Dimetrota munsteri är en skalbaggsart som först beskrevs av Max Bernhauer 1902.  I den svenska databasen Dyntaxa används istället namnet Atheta munsteri. Enligt Catalogue of Life ingår Dimetrota munsteri i släktet Dimetrota och familjen kortvingar, men enligt Dyntaxa är tillhörigheten istället släktet Atheta och familjen kortvingar. Arten är reproducerande i Sverige. Inga underarter finns listade i Catalogue of Life.